# Nomineringar till Nordiska rådets litteraturpris från Finland
Nomineringar till Nordiska rådets litteraturpris från Finland utses av en bedömningskommitté om två personer före den 1 december varje år. Urvalet för finskspråkiga verk är verk utgivna för första gången under de senaste fyra åren, medan svenskspråkiga verk ska vara utgivna under de senaste två åren. Nordiska rådets litteraturpris är ett årligt pris instiftat av Nordiska rådet som delas ut sedan 1962.

## Nominerade
Följande verk har företrätt Finland i tävlan om Nordiska rådets litteraturpris:
| * | Vinnare |
| År   | Författare             | Bok                                                                     | Typ      |
| ---- | ---------------------- | ----------------------------------------------------------------------- | -------- |
| 1962 | Hagar Olsson           | Hemkomst                                                                |          |
| 1962 | Väinö Linna            | Upp, trälar! (Täällä Pohjantähden alla. 2)                              | Roman    |
| 1963 | Väinö Linna            | Söner av ett folk (Täällä Pohjantähden alla. 3)*                        | Roman    |
| 1963 | Oscar Parland          | Tjurens år                                                              |          |
| 1964 | Veijo Meri             | Kvitt (Sujut)                                                           |          |
| 1964 | Eeva-Liisa Manner      | Lekar för enslingar                                                     |          |
| 1965 | Veijo Meri             | Kvinna i spegeln (Peiliin piirretty nainen)                             |          |
| 1965 | Christer Kihlman       | Den blå modern                                                          |          |
| 1966 | Christer Kihlman       | Madeleine                                                               |          |
| 1966 | Marianne Alopaeus      | Mörkrets kärna                                                          |          |
| 1967 | Bo Carpelan            | 73 dikter]'                                                             | Dikter   |
| 1967 | Paavo Haavikko         | Kuut, kaikki heidän vihreytensä                                         |          |
| 1968 | Rabbe Enckell          | Dikt                                                                    |          |
| 1968 | Rabbe Enckell          | Och sanning?                                                            |          |
| 1969 | Rabbe Enckell          | Tapetdörren                                                             |          |
| 1969 | Paavo Haavikko         | Agricola ja kettu                                                       |          |
| 1970 | Paavo Haavikko         | Audun ja jääkari                                                        |          |
| 1970 | Tito Colliander        | Vaka                                                                    |          |
| 1971 | Hannu Salama           | Jag, Olli och Orvokki (Minä, Olli ja Orvokki)                           |          |
| 1971 | Pentti Saarikoski      | Jag går där jag går                                                     |          |
| 1972 | Tito Colliander        | Nära                                                                    |          |
| 1972 | Pentti Saarikoski      | Jag blickar ut över huvudet på Stalin (Katselen Stalinin pään yli ulos) |          |
| 1973 | Christer Kihlman       | Människan som skalv                                                     |          |
| 1973 | Veijo Meri             | Sergeantens pojke (Kersantin poika)*                                    | Roman    |
| 1974 | Bo Carpelan            | Källan                                                                  |          |
| 1974 | Alpo Ruuth             | Korpral Julin (Korpraali Julin)                                         |          |
| 1975 | Claes Andersson        | Rumskamrater                                                            |          |
| 1975 | Hannu Salama           | Kommer upp i tö (Siinä näkijä missä tekijä)*                            | Roman    |
| 1976 | Christer Kihlman       | Dyre prins                                                              |          |
| 1976 | Alpo Ruuth             | Hemlandet (Kotimaa)                                                     |          |
| 1977 | Bo Carpelan            | I de mörka rummen, i de ljusa*                                          | Dikter   |
| 1977 | Ulla-Lena Lundberg     | Kökar                                                                   |          |
| 1978 | Ralf Nordgren          | Det har aldrig hänt                                                     |          |
| 1978 | Pentti Saarikoski      | Dansgolvet på berget (Tanssilattia vuorella)                            |          |
| 1979 | Lars Huldén            | J.L. Runeberg och hans vänner                                           |          |
| 1979 | Jorma Ojaharju         | Den vita staden (Valkoinen kaupunki)                                    |          |
| 1980 | Eeva Joenpelto         | Sådd bland törnen (Kuin kekäle kädessä)                                 |          |
| 1980 | Paavo Haavikko         | Finlands linje (Kansakunnan linja)                                      |          |
| 1981 | Eeva Joenpelto         | Som sanden i havet (Sataa suolaista vettä)                              |          |
| 1981 | Irmelin Sandman Lilius | Främlingsstjärnan                                                       |          |
| 1982 | Claes Andersson        | Tillkortakommanden                                                      |          |
| 1982 | Pentti Saarikoski      | Angeläget eller ej (Asiaa tai ei)                                       |          |
| 1983 | Eeva Joenpelto         | Allt har sin tid (Eteisiin ja kynnyksille)                              |          |
| 1983 | Barbara Winckelmann    | Kejsarstaden                                                            |          |
| 1984 | Tua Forsström          | September                                                               |          |
| 1984 | Lassi Nummi            | Dubbelbild (Kaksoiskuva)                                                |          |
| 1985 | Claes Andersson        | Under                                                                   |          |
| 1985 | Antti Tuuri            | En dag i Österbotten (Pohjanmaa)*                                       | Roman    |
| 1986 | Olli Jalonen           | Hotell för levande (Hotelli eläville)                                   |          |
| 1986 | Eeva Kilpi             | Evakuerade för livet (Elämän evakkona)                                  |          |
| 1987 | Annika Idström         | Min bror Sebastian (Veljeni Sebastian)                                  |          |
| 1987 | Solveig von Schoultz   | Vattenhjulet                                                            |          |
| 1988 | Christer Kihlman       | Gerdt Bladhs undergång                                                  |          |
| 1988 | Leena Krohn            | Tainaron                                                                |          |
| 1989 | Rosa Liksom            | Frusna ögonblick (Unohdettu vartti)                                     |          |
| 1989 | Gösta Ågren            | Jär                                                                     |          |
| 1990 | Rosa Liksom            | Station Gagarin (Väliasema Gagarin)                                     |          |
| 1990 | Solveig von Schoultz   | Ett sätt att räkna tiden                                                |          |
| 1991 | Eeva Kilpi             | Vinterkrigets tid (Talvisodan aika)                                     |          |
| 1991 | Gösta Ågren            | Städren                                                                 |          |
| 1992 | Olli Jalonen           | Johan ja Johan                                                          |          |
| 1992 | Ulla-Lena Lundberg     | Stora världen                                                           |          |
| 1993 | Olli Jalonen           | Far med dotter (Isäksi ja tyttäreksi)                                   |          |
| 1993 | Tua Forsström          | Parkerna                                                                |          |
| 1994 | Leena Lander           | De mörka fjärilarnas hem (Tummien perhosten koti)                       |          |
| 1994 | Ulla-Lena Lundberg     | Sibirien: ett självporträtt med vingar                                  |          |
| 1995 | Arto Melleri           | Inskriven i live (Elävien kirjoissa)                                    |          |
| 1995 | Irmelin Sandman Lilius | Korpfolksungen                                                          |          |
| 1996 | Johan Bargum           | Charlie Boy                                                             |          |
| 1996 | Matti Yrjänä Joensuu   | Hunger efter kärlek (Harjunpää ja rakkauden nälkä)                      |          |
| 1997 | Claes Andersson        | En lycklig mänska                                                       |          |
| 1997 | Leena Lander           | Må stormen komma (Tulkoon myrsky)                                       |          |
| 1998 | Tua Forsström          | Efter att ha tillbringat en natt bland hästar*                          | Dikter   |
| 1998 | Markus Nummi           | Det förlorade Paris (Kadonnut Pariisi)                                  |          |
| 1999 | Monika Fagerholm       | Diva                                                                    |          |
| 1999 | Irja Rane              | Den skrattande jungfrun (Naurava neitsyt)                               |          |
| 2000 | Paavo Rintala          | Faustus                                                                 |          |
| 2000 | Peter Sandelin         | Tystnader, ljud                                                         |          |
| 2001 | Mari Mörö              | Kiltin yön lahjat                                                       | Roman    |
| 2001 | Kjell Westö            | Vådan av att vara Skrake                                                | Roman    |
| 2002 | Kari Aronpuro          | Pomo:n lumo                                                             | Dikter   |
| 2002 | Ulla-Lena Lundberg     | Marsipansoldaten                                                        | Roman    |
| 2003 | Pirjo Hassinen         | Mansikoita marraskuussa                                                 | Roman    |
| 2003 | Kjell Westö            | Lang                                                                    | Roman    |
| 2004 | Kari Hotakainen        | Löpgravsvägen (Juoksuhaudantie)*                                        | Roman    |
| 2004 | Lars Sund              | Eriks bok                                                               | Roman    |
| 2005 | Monika Fagerholm       | Den amerikanska flickan                                                 | Roman    |
| 2005 | Rakel Liehu            | Helene                                                                  | Roman    |
| 2006 | Fredrik Lång           | Mitt liv som Pythagoras                                                 | Roman    |
| 2006 | Asko Sahlberg          | Eklunden (Tammilehto)                                                   | Roman    |
| 2007 | Eva-Stina Byggmästar   | Älvdrottningen                                                          | Dikter   |
| 2007 | Markku Paasonen        | Sånger om sjunkna städer (Lauluja mereen uponneista kaupungeista)       | Roman    |
| 2008 | Leena Krohn            | Bipaviljongen (Mehiläispaviljonki)                                      | Roman    |
| 2008 | Merete Mazzarella      | Fredrika Charlotta född Tengström. En nationalskalds hustru             | Biografi |
| 2009 | Jari Järvelä           | Romeo ja Julia                                                          | Roman    |
| 2009 | Robert Åsbacka         | Orgelbyggaren                                                           | Roman    |
| 2010 | Sofi Oksanen           | Utrensning (Puhdistus)*                                                 | Roman    |
| 2010 | Monika Fagerholm       | Glitterscenen                                                           | Roman    |
| 2011 | Erik Wahlström         | Flugtämjaren                                                            | Roman    |
| 2011 | Kristina Carlson       | Herra Darwinin puutarhuri                                               | Roman    |
| 2012 | Saila Susiluoto        | Carmen                                                                  | Dikter   |
| 2012 | Gösta Ågren            | I det stora hela                                                        | Dikter   |
| 2013 | Rosa Liksom            | Kupé nr 6 (Hytti nro 6)                                                 | Roman    |
| 2013 | Ulla-Lena Lundberg     | Is                                                                      | Roman    |
| 2014 | Kjell Westö            | Hägring 38*                                                             | Roman    |
| 2014 | Henriikka Tavi         | Toivo                                                                   | Dikter   |
| 2015 | Peter Sandström        | Transparente blanche                                                    | Roman    |
| 2015 | Hannu Raittila         | Terminal (Terminaali)                                                   | Roman    |
| 2016 | Sirpa Kähkönen         | Granitmannen (Graniittimies)                                            | Roman    |
| 2016 | Sabine Forsblom        | Maskrosgudens barn                                                      | Roman    |
| 2017 | Laura Lindstedt        | Oneiron                                                                 | Roman    |
| 2017 | Tomas Mikael Bäck      | De tysta gatorna                                                        | Roman    |
| 2018 | Susanne Ringell        | God morgon                                                              | Roman    |
| 2018 | Olli-Pekka Tennilä     | Ihålig grå (Ontto harmaa)                                               | Dikter   |
| 2019 | Marianna Kurtto        | Tristania                                                               | Roman    |
| 2019 | Lars Sund              | Där musiken började                                                     | Roman    |
| 2020 | Monika Fagerholm       | Vem dödade bambi?*                                                      | Roman    |
| 2020 | Juha Itkonen           | Ihmettä kaikki                                                          | Roman    |
| 2021 | Pajtim Statovci        | Bolla                                                                   | Roman    |
| 2021 | Heidi von Wright       | Autofiktiv dikt                                                         | Dikter   |
| 2022 | Kristina Carlson       | Eunukki                                                                 | Roman    |
| 2022 | Kaj Korkea-aho         | Röda rummet                                                             | Roman    |